# Dargnies
Dargnies – miejscowość i gmina we Francji, w regionie Hauts-de-France, w departamencie Somma.
Według danych na rok 2011 gminę zamieszkiwały 1324 osoby, a gęstość zaludnienia wynosiła 361 osób/km² (wśród 2293 gmin Pikardii Dargnies plasuje się na 190. miejscu pod względem liczby ludności, natomiast pod względem powierzchni na miejscu 997.).